# Vlag van Berendrecht-Zandvliet-Lillo
De vlag van Berendrecht-Zandvliet-Lillo werd op 6 juli 2011 bij ministerieel besluit vastgesteld als de districtelijke vlag van de Antwerpse district Berendrecht-Zandvliet-Lillo.
Officieel wordt de vlag beschreven als:
Twee even hoge banen van rood en van wit, met op het rood een witte lelie en op het wit een groen plompenblad, en een blauwe broeking beladen met een gele beer.
De vlag is gebaseerd op het gemeentewapen. Tot dan toe had het district de wapens van de drie voormalige gemeenten naast elkaar gebruikt. In de vlag verwijst de beer naar Berendrecht, het plompenblad naar Lillo en de lelie naar Zandvliet als voormalig eigendom van de Sint-Michielsabdij.

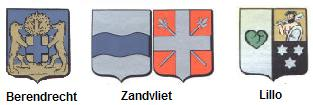
De wapens van de drie voormalige gemeenten.

## Kortstondige vlag
De eerste vlag van het district Berendrecht-Zandvliet-Lillo wordt voorgeschreven in een besluit aangenomen op 10 februari 2011 bij ministerieel besluit vastgesteld. De vlag, zoals getoond in de editie van 5-6 februari 2011 van het Antwerpse populaire dagblad Gazet van Antwerpen, is:
Twee even hoge banen van rood en van wit, met op het rood een witte lelie en op het wit een groen plompenblad, en een blauwe broeking beladen met een gele beer, met slippen aan de vlucht.
De vlag is gelijk aan de huidige vlag van het district, maar met zwaluwstaart die hem uiteindelijk een paar maanden later verving.

## Eerdere vlaggen
Op 15 april 1958 werden Berendrecht, Zandvliet en Lillo bij Antwerpen gevoegd.

### Vlag DeelgemeenteBerendrecht
De gemeente Berendrecht gebruikt als twee verticaalbanige vlag met blauw en geel.

### Vlag DeelgemeenteZandvliet
De gemeente Zandvliet gebruikt als twee verticaalbanige vlag met rood en wit.

### Vlag DeelgemeenteLillo
De gemeente Lillo gebruikt als twee verticaalbanige vlag met blauw en geel.

De vlag van de voormalige gemeente Berendrecht
De vlag van de voormalige gemeente Zandvliet
De vlag van de voormalige gemeente Lillo